# Özvatan
Özvatan (früherer Name Çukur) ist eine Stadtgemeinde (Belediye) im gleichnamigen Ilçe (Landkreis) der Provinz Kayseri in der türkischen Region Zentralanatolien und gleichzeitig ein Stadtbezirk der 1988 gebildeten Büyükşehir belediyesi Kayseri (Großstadtgemeinde/Metropolprovinz). Seit der Gebietsreform 2013 ist die Gemeinde flächen- und einwohnermäßig identisch mit dem Landkreis. 1956 wurde Özvatan in den Status einer Gemeinde (Belediye) erhoben, erkenntlich auch im Stadtlogo.
Özvatan liegt im Norden der Provinz und grenzt im Osten an Sarıoğlan, im Süden an Bünyan, im Südwesten an Kocasinan, im Westen an Felahiye und im Norden an die Provinz Yozgat. Der Ort ist über eine Landstraße im Westen mit Felahiye verbunden. Im Norden des Landkreises liegt der 2281 Meter hohe Berg Hamzasultan Tepesi. Im Süden fließt der Kızılırmak durch den Kreis.
Noch zu Beginn des 20. Jahrhunderts war der Ort von Griechen (Rum) bevölkert. Im Jahre 1905 gab es hier noch 90 griechische Haushalte und die 1840 erbaute Kirche Ayios Nikolaos.
Auf Grundlage des Gesetzes Nr. 3644 vom 20. Mai 1990 wurde der Kreis Özvatan mit 10 Dörfer und der gleichnamigen Beladiye gebildet. Vom Kreis Felahiye wurden vier Dörfer sowie die Gemeinden Büyük Toraman und Çukur (gleichzeitig umbenannt in Özvatan), vom Kreis Sarıoğlan wurden zwei Dörfer und die Gemeinde Alamettin und vom Kreis Kocasinan ein Dorf und die Gemeinde Amarat zur Kreisbildung herangezogen.
(Bis) Ende 2012 bestand der Landkreis neben der Kreisstadt aus der Stadtgemeinden (Belediye) Kupeli sowie vier Dörfern (Köy). Die Dörfer wurden im Zuge der Verwaltungsreform 2013 in Mahalle (Stadtviertel/Ortsteile) überführt, ebenso wurden die drei Mahalle von Kupeli vereint. Die acht existierenden Mahalle der Kreisstadt blieben erhalten. Durch die Herabstufung stieg die Zahl der Mahalle auf 13. Ihnen steht ein Muhtar als oberster Beamter vor.
Ende 2020 lebten durchschnittlich 299 Menschen in jedem Mahalle, 555 Einw. im bevölkerungsreichsten (Küpeli Mah.).